# Ивановская башня
Ивановская башня — крупнейшая четырёхъярусная воротная башня Нижегородского кремля. Расположена в подгорной части между Часовой и Белой башнями. Через неё проходит нижний отрезок Ивановского съезда, который раньше назывался Большой Мостовой улицей. Названа по расположенной на подступах к ней церкви Иоанна Предтечи. Современный вид башня приобрела в 1950-е гг., когда была надстроена реставраторами вдвое.

## История

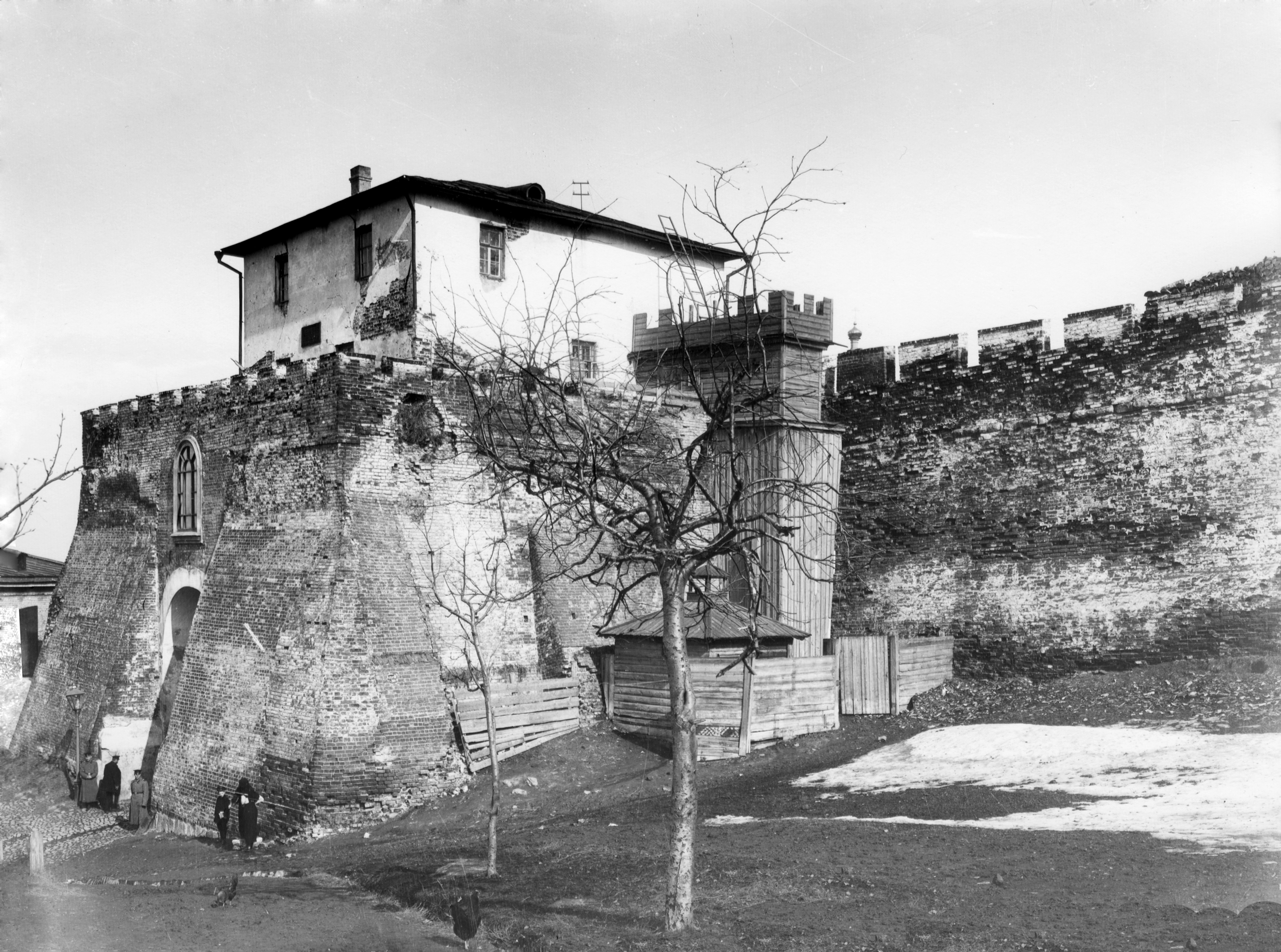
Ивановская башня, примерно 1900-е годы

По одной из современных версий, это была первая каменная башня нового кремля, заложенная под названием Тверская, в 1500 году (хотя нет документов, в которых она бы именовалась Тверской). Предпочтение версии о начале строительства именно с этой башни в том, что она обороняет важнейший участок города с торговым посадом и пристанями. Также имеется легенда об осаде города в 1505 году объединёнными силами казанцев хана Мухаммед-Амина и его шурина — мурзы Ногайской орды. Согласно ей, смерть ногайского мурзы от выстрела именно с Ивановской башни, произведённого пленным литовским пушкарём, послужила причиной снятия осады.
Из всех сохранившихся башен кремля Ивановская дошла до нашего времени в наиболее худшем состоянии из-за постоянного воздействия воды, стекавшей с Часовой горы и по пряслам, не имевшим кровли. Поэтому её стены ещё со времени самых первых ремонтов стали постоянно снаружи укрепляться контрфорсами на деревянных сваях. В конце концов за контрфорсами остался лишь завал из каменного и кирпичного щебня. Башня страдала от пожаров, а в 1531 году в ней произошёл взрыв пороха, что стало причиной её перестройки со значительным изменением облика. После взрыва наружные стены выше круговой галереи не восстанавливались. На северо-восточной стене галереи были оформлен ряд зубцов, которыми стали прежние простенки между боевыми окнами. Остальные стороны получили мелкие декоративные зубцы. Боковые помещения башни служили складами.
Южная часть пристройки рядом с башней использовалась как тюрьма. В XVII веке здесь же поблизости располагалась губная изба, где велись допросы и следствия.
После утраты кремлём военного значения (к 1697 г.) ремонты и перестройки продолжились. Верхняя надстройка была, видимо, ещё раз полностью небрежно переложена, после пожара в 1715 году и превратилась, по виду, в обычный одноэтажный дом с окнами, низкой кровлей с водосточными трубами и печной трубой. В том же веке, из-за значительных разрушений, башня стояла пустой. В 1786—1788 годах она была отремонтирована и полностью приспособлена под тюрьму.
До 1887 года в башне находились Ивановский полицейский участок и пожарная часть. В 1815 году рядом с башней, в стене, появились проломные ворота, имевшие первоначально плоское перекрытие. Плоское перекрытие в это время имели и наружные ворота башни. В 1819 году в башне произошёл последний пожар. Зубцы обводной галереи со временем всё более разрушались. В это время дом на башне имел уже два этажа; подъём к нему осуществлялся по лестнице, спрятанной в дощатой пристройке, которая располагалась на юго-западной наружной стороне башни. Сверху пристройку украшали деревянные зубцы. Около башни сооружались и другие деревянные времянки. Во время ремонтов создавались внутренние перекрытия на новых местах в виде сводиков по рельсам и двутавровым железным балкам. В 1887—1926 годах в верхней надстройке башни размещался архив Нижегородской учёной архивной комиссии с читальным залом. В 1934 году первый ярус башни приспособили под склад химикатов. При этом было установлено бетонное перекрытие. Башню использовали и под склад горючего. Несмотря на ремонты XVIII—XIX веков и в 20-х годах XX века, башня находилась в аварийном состоянии. В 1946 году началось обрушение кладки внутреннего фасада и свода проезда.

## Архитектура

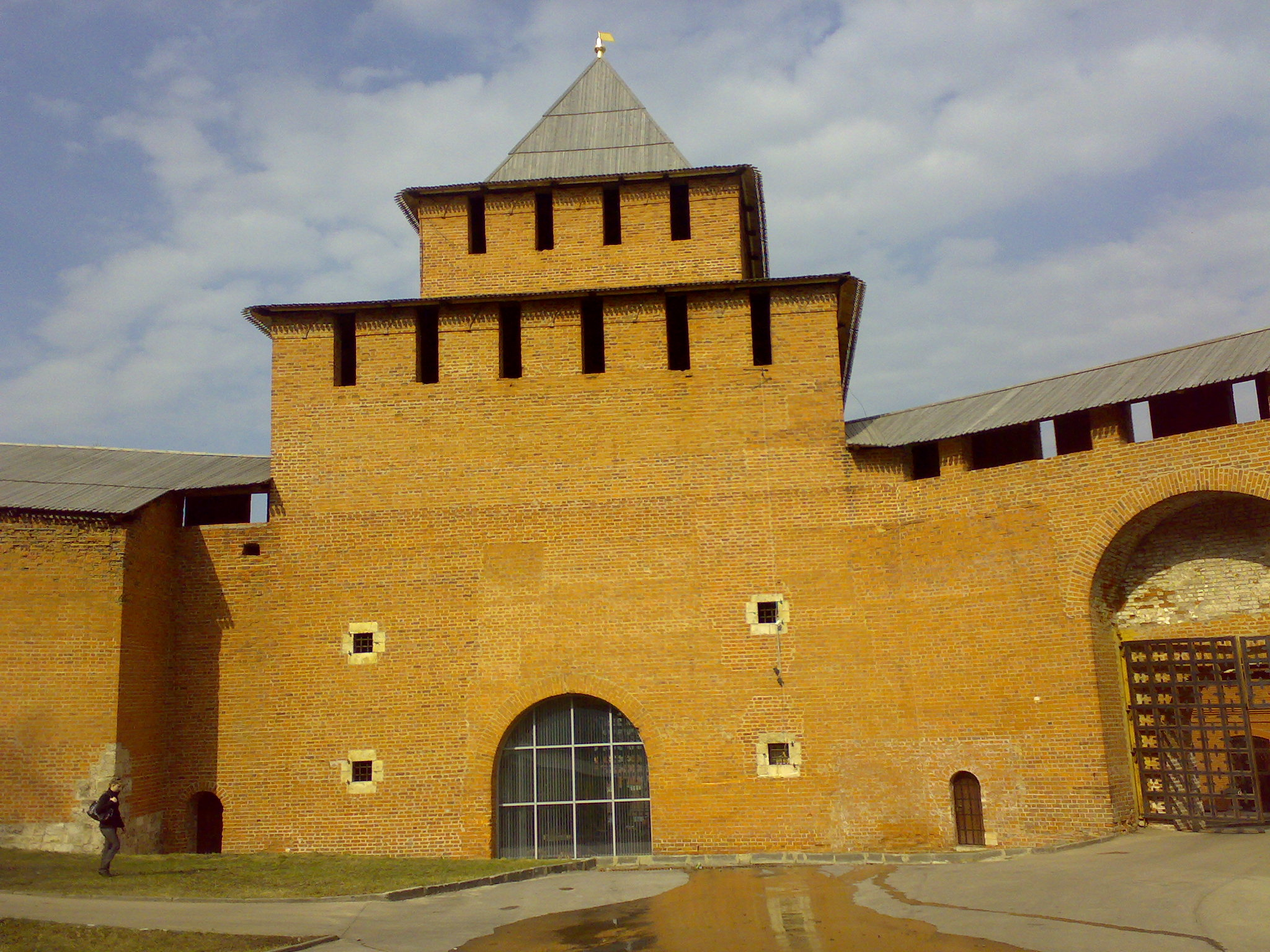
Внутренний фасад Ивановской башни

Прямоугольная в плане Ивановская башня имеет большую высоту и площадь основания, чем другие башни. Её также отличает ярусное (ступенчатое) построение. Оригинальным является круговой проход на уровне боевого хода кремлёвской стены, в котором имелся ряд дополнительных боевых окон. Как и у Зачатьевской башни, у Ивановской нет помещений под проездом. Рва перед ней первоначально тоже не было: его заменял высокий цоколь, а подъёмный мост (подъёмные ворота) должен был опускаться на устроенный перед башней деревянный пандус. В XVII в. ров перед башней уже существовал. Его частично перекрывал деревянный мост, на край которого и опускался подъёмный.
За подъёмным мостом находится первая камера. Здесь она, единственная в Кремле, имеет в своде два квадратных отверстия, для обстрела сверху (см. дыры-убийцы). Эта камера отделялась от основного помещения двухстворчатыми воротами, обитыми немного выше половины высоты листовым железом. Другие ворота башни такой обивки не имели. Сразу за воротами находилась и опускная решётка — герса. Предполагается, что герсы в основном проезде были деревянными и могли быть обиты железом. После этого открывалось основное помещение. Первоначально оно имело четыре боевых печуры с бойницами, направленными вдоль прясел. В XVII в. на северо-восточной стороне имелось дерево-земляное укрепление обруб, предназначавшееся для установки дополнительной мощной артиллерии. Поэтому на месте одной из печур были пробиты дополнительные меньшие ворота, которые выходили на обруб. Когда надобность в этом укреплении пропала, это место было наглухо засыпано и замуровано.
Видимо, проезд мог простреливаться из соседних помещений (как в почти всех проезжих башнях) через так и не восстановленные внутренние бойницы. Затем шла ещё одна решётка и в следующей камере раскрывались навстречу друг другу две пары створчатых ворот. Боковой проезд снаружи имел створчатые ворота, за которыми находилась решётка. По ширине щели, в которой она двигалась, предположили, что она была целиком из железа. В этом боковом проходе сохранился бревенчатый пол, выходивший прямо на площадку обруба. В боковые казематы башни и прясел, а также на кирпичные винтовые лестницы, ведущие на верхние ярусы, можно попасть с внутреннего фасада, через два входа, расположенных по обеим сторонам проезда.

Устройство механизмов подъёмного моста и герсы Ивановской башни. Реконструкция С. Л. Агафонова

Второй ярус первоначальной башни образовывала обходная галерея, имевшая один уровень с боевым ходом прясла, и нижнее помещение надстройки. Галерея, скорее всего, имела по всему периметру (кроме участков, где находились пазы для рычагов подъёмного моста) большие окна, напоминающие боевые окна прясел. Такая реконструкция исходит из того, что обычные бойницы башен Кремля располагаются в толстых стенах и имеют глубокие печуры. Здесь же не только тонкие наружные стены, но и явно ощущается недостаток в освещении, которое было необходимо для удобства обслуживания механизмов подъёма моста и герс.
По реконструкции С. Л. Агафонова (имеющей геометрические несоответствия), в башне имелся довольно сложный механизм подъёма моста, состоящий из пары рычагов, пары противовесов, системы желобов для размещения цепей и вертикального ворота в центральном помещении. Герсы поднимались с помощью горизонтальных воротов, два из которых располагались в обходной галерее, а один — в центральном помещении. Помещения этого яруса перекрывались деревянными настилами.
Конструкция следующих ярусов башни является полностью предположительной. Третий ярус образует обходной бой с зубцов и ещё один этаж внутреннего помещения надстройки. Предполагается также ещё один ярус с зубчатым парапетом, образуемый надстройкой. На третий и четвёртый ярусы можно было попасть по деревянным лестницам.
Боковые казематы башни и прясел соединяются проходами с особыми помещениями — «палатками», расположенными по обе стороны от проезда, с внутренней стороны. В них хранились «городовые припасы». Палатки образуют два этажа, которые соответствуют одному первому ярусу проезда. Южные помещения далее соединяются с помещениями особой постройки, расположенной с внутренней стороны прясла. В этой постройке находилась известная по описям XVII в. «городовая лестница», вход на которую расположен с южного торца. Под каменной лестницей находилось высокое помещение, образуемое аркой шириной 8 м; это помещение разделялось деревянным перекрытием на два яруса. Только с этого настила имелся проход к южным боковым печурам среднего боя. С нижнего уровня можно было подняться по винтовой лестнице в северном торце в то же помещение, куда выходила и городовая лестница, и попасть на боевой ход стены. Ещё южнее было обнаружено заглубленное в землю помещение с одним окном, имевшее, видимо, выход только через люк в своде в помещение над ним (с отдельным входом). Считается, что это может быть тюрьмой.

## Вооружение и охрана башни
По описи 1621 г., в Ивановской башне находилось 5 медных пищалей, стрелявших ядрами от 700 г до 1,5 кг. В 1703 г. в самой башне размещались две небольшие медные пищали, а на обрубе — 7 пищалей, из которых самая мощная стреляла ядрами в 3 кг.
Для размещения стражи башни, рядом с ней имелась отапливаемая изба, с перилами перед ней. Охрану, в зависимости от времени, несли от 30 до 10—5 человек. К 1697 г. охрану несли только 4 человека из посадских.

## Реставрация

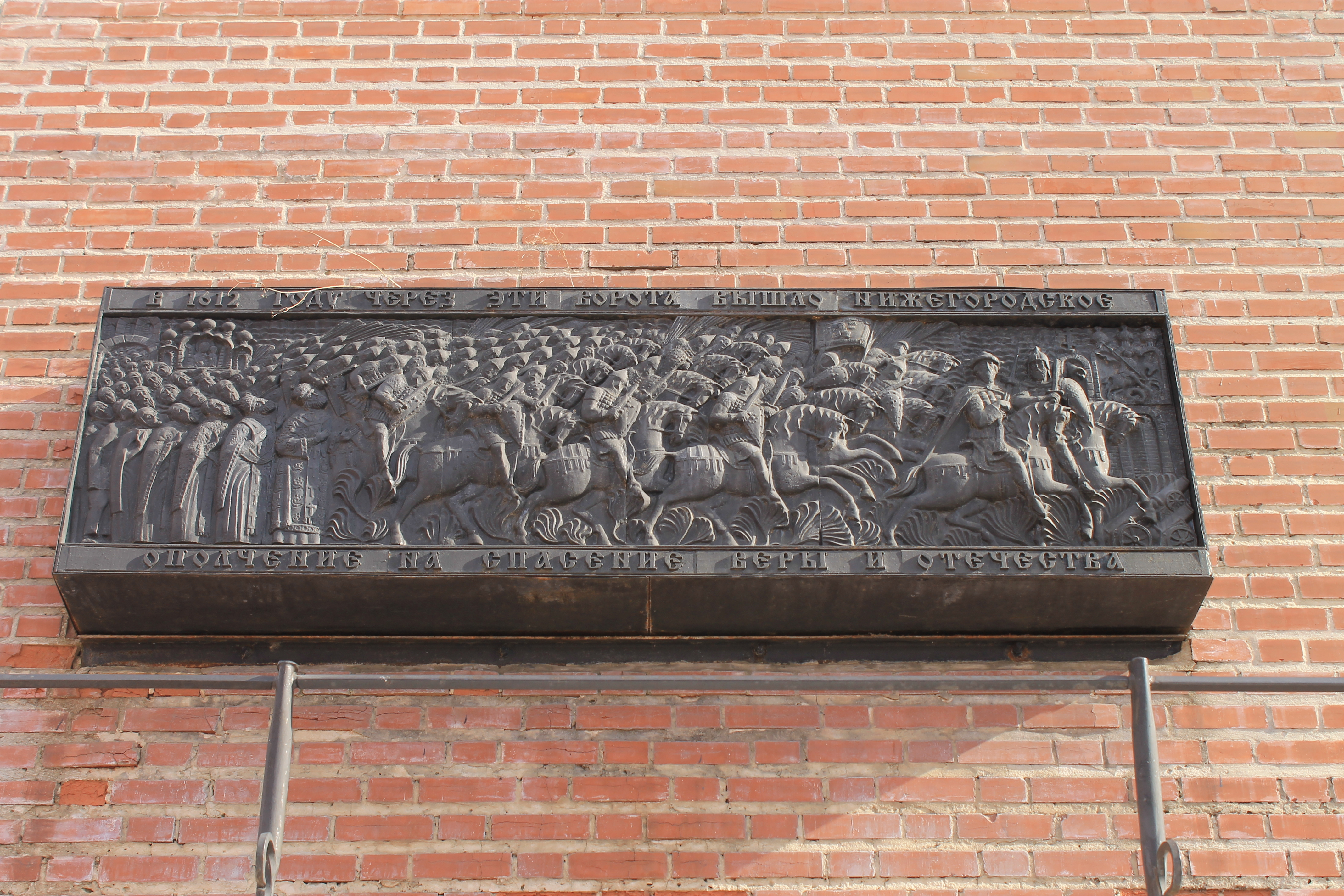
Памятный знак в честь ополчения 1612 года на главном фасаде башни

При восстановлении башни, которое проводилось в рамках общей реставрации Кремля под руководством архитектора С. Л. Агафонова в 50-х годах XX века, был выбран вариант воссоздания предположительного первоначального облика башни. Хотя вариант с открытой обходной галереей (после взрыва 1531 г.) тоже имел право на существование. Проект был успешно осуществлён, но так и не были доведены до конца некоторые мелкие детали. Не были воссозданы деревянные перекрытия между ярусами, ставни бойниц и заборола больших боевых окон между зубцами, двухстворчатые ворота. Воссозданный механизм лишь одной герсы так и не стал рабочим. И самое главное — не был воссоздан механизм подъёмного моста и сам мост. Последнее означало, что башня так и не стала проходной. В помещение за всегда опущенными решётками был полностью закрыт доступ экскурсантам. В пристройку с городовой лестницей также до недавнего времени нельзя было попасть. Тем не менее, башня получила вполне «средневековый» облик, который нарушал лишь массивный памятный знак на фасаде, слева от ворот.

### Искажение исторического облика
То, что через башню не осуществлялся проход, стало причиной решения в 2005 г. об организации в её проезде одной из экспозиций Нижегородского государственного историко-архитектурного музея-заповедника. Для создания тёплого помещения, все проезды были перекрыты застеклёнными рамами в стиле «евроремонта», бойницы также были застеклены, а для выхода посетителей перед фасадом башни построили балкон-рампу с железными перилами. Та же строительная фирма осуществила частичную переоблицовку башни и стены рядом с ней. При этом были заложены наружные выходы вентиляционных каналов боевых печур, а сами заплаты из нового кирпича стали резко выделяться цветом на старой кладке. На проломные ворота рядом с башней были навешены решётчатые створчатые ворота, стилизованные под старину.
Нижегородские краеведы настаивают на устранении последних искажений облика башни и воссоздания всех особенностей средневековой фортификации, в том числе и механизмов подъёма герс и моста.